# Vratislav Štěpánek
Vratislav Štěpánek (18. června 1930 Vrútky – 21. července 2013 Šlapanice) byl český duchovní, biskup a v letech 1991–1994 pátý patriarcha Církve československé husitské.

## Mládí a studium
Narodil se železničářské rodině ve slovenských Vrútkách, odkud se v devíti letech s rodiči přestěhoval do Brna. Zde se jeho rodina živě začlenila do činnosti náboženské obce CČS v Brně-Řečkovicích, on sám již od studentských let nacházel svůj náboženský domov v tamější církevní Jednotě mládeže. Po ukončení gymnaziálních studií začal v roce 1949 studovat na pražské Husově československé evangelické fakultě bohoslovecké, kterou po čtyřech letech velmi úspěšně dokončil na Husově československé bohoslovecké fakultě v Praze. Na kněze byl vysvěcen brněnským biskupem Václavem Janotou 16. srpna 1953.

## Duchovní CČSH
Před nástupem vojenské základní služby (1953–1955) a po jejím skončení duchovensky působil v brněnském regionu, poté jako farář v Náměšti nad Oslavou (1956–1968) a dlouhá léta v centrální náboženské obci Brno-Botanická (1968–1989). S manželkou Ludmilou, roz. Weiserovou (duchovní CČSH) měl syna Václava a dceru Annu (duchovní CČSH).

## Biskup a patriarcha CČSH
Roku 1989 byl zvolen na deset let za biskupa brněnské diecéze a 16. 3. 1991 pak navíc v průběhu 1. zasedání VII. řádného sněmu byl povolán na tříleté období do úřadu patriarchy CČSH; do roku 1994 tedy zastával oba úřady souběžně. Po skončení svého náročného a obětavě vykonávaného biskupského funkčního období (1999) zůstal i nadále věrný svému kněžskému poslání a vypomáhal duchovenskou službou v rámci brněnské diecéze CČSH; s rodinou žil ve Šlapanicích.
Období jeho episkopátu a relativně krátkého patriarchátu probíhalo v politicky i společensky zjitřené době první fáze polistopadových změn, které zásadním způsobem ovlivnily život celé společnosti i jednotlivých občanů. Církev na ně reagovala usneseními tří zasedání VII. řádného sněmu, poslední z nich (27.–28. 8. 1994) probíhalo právě pod vedením pátého patriarchy. Schváleny byly:
- Novelizace církevní Ústavy s preambulí potvrzující Církev československou husitskou jako společenství křesťanů, „…kteří usilují naplňovat současné snažení mravní a poznání vědecké Duchem Kristovým, jak se nám zachoval v Písmu svatém a v podání starokřesťanském a jak je dosvědčen hnutím husitským a dalším úsilím reformačním…“.
- Zásadní novelizace Základů řádu duchovní péče CČSH, které usilují začlenit církev aktivně do tehdejší nové společenské i kulturní situace svobodné české a slovenské národní pospolitosti.
- Revize textů biblické dokumentace k Základům víry CČSH.
- Obnovené usnesení I. řádného sněmu z roku 1931 o zřízení slovenské diecéze se sídlem v Bratislavě s tím, že až do naplnění podmínek pro její znovuustavení je správou církve na Slovensku pověřen generální vikariát CČSH ve Slovenské republice.

Na závěr jednání bylo přijato Poselství, vydány Směrnice pro organizačně právní a hospodářské uspořádání CČSH a pokyn pro práci na obnovené Ústavě CČSH. Přidružený volební sněm pak povolal do patriaršího úřadu na celé běžné období faráře Josefa Špaka, Štěpánkova vrstevníka.

## Veřejné funkce a publicistická činnost
V květnových parlamentních volbách byl roku 1986 ve volebním obvodu Holešov zvolen poslancem České národní rady, kde zpočátku pracoval jako člen zdravotního a sociálního výboru. Od 18. 12. 1989 do 5. 6. 1990 na návrh skupiny poslanců bez stranické příslušnosti zastával funkce předsedy mandátového a imunitního výboru a člena předsednictva rekonstruované ČNR.
Publicisticky přispíval především do periodických tiskovin Církve československé husitské Český zápas, Náboženská revue CČS (později Theologická revue CČSH) a kalendáře Blahoslav. Řada jeho vlastních materiálů i rozhovory s ním vyšly v denících Lidová demokracie, Rovnost a Svobodné slovo.